# Ropalidia loriana
Ropalidia loriana är en getingart som först beskrevs av François du Buysson 1910.  Ropalidia loriana ingår i släktet Ropalidia och familjen getingar. Inga underarter finns listade i Catalogue of Life.